# Filip Gavenda
Filip Gavenda (* 13. Januar 1996 in Považská Bystrica) ist ein slowakischer Volleyballspieler.

## Karriere
Gavenda begann seine Karriere bei VŠK Púchov. 2010 wechselte er zu VK Ekonóm SPU Nitra und in der Saison 2011/12 spielte er beim Volley Teamu Bratislava. 2012 wechselte der Diagonalangreifer zu COP Trenčín. Am 29. Juni 2013 gab er im Europaliga-Spiel gegen Österreich sein Debüt in der slowakischen Nationalmannschaft. 2015 ging Gavenda in die italienische Liga zu Revivre Milano. 2016 wurde er vom deutschen Bundesligisten Netzhoppers Königs Wusterhausen verpflichtet. Mit dem Verein aus Brandenburg erreichte er in der Saison 2016/17 das Halbfinale im DVV-Pokal und das Playoff-Viertelfinale der Bundesliga. 2017 spielte er mit der Slowakei in der Weltliga.